# Aleksandar Ćirić
Aleksandar Ćirić (szerb cirill: Александар Ћирић) (Belgrád, 1977. december 30. –) olimpiai ezüstérmes (2004), kétszeres olimpiai bronzérmes (2000, 2008), világbajnok (2005) és háromszoros Európa-bajnok (2001, 2003, 2006) szerb vízilabdázó.